# Мушетоли (Напуљ)
Мушетоли је насеље у Италији у округу Напуљ, региону Кампанија.
Према процени из 2011. у насељу је живело 48 становника. Насеље се налази на надморској висини од 49 м.